# Фармінгтон (Каліфорнія)
Фармінгтон (англ. Farmington) — переписна місцевість (CDP) в США, в окрузі Сан-Хоакін штату Каліфорнія. Населення — 220 осіб (2020).

## Географія
Фармінгтон розташований за координатами 37°55′48″ пн. ш. 121°0′16″ зх. д. / 37.93000° пн. ш. 121.00444° зх. д. (37.929868, -121.004367).  За даними Бюро перепису населення США в 2010 році переписна місцевість мала площу 6,58 км², уся площа — суходіл.

## Демографія
Згідно з переписом 2010 року, у переписній місцевості мешкало 207 осіб у 79 домогосподарствах у складі 57 родин. Густота населення становила 31 особа/км².  Було 98 помешкань (15/км²).
Расовий склад населення:
| - 79,2 % — білих - 3,4 % — чорних або афроамериканців - 2,9 % — азіатів - 0,5 % — корінних американців - 8,7 % — осіб інших рас |

До двох чи більше рас належало 5,3 %. Частка іспаномовних становила 20,3 % від усіх жителів.
За віковим діапазоном населення розподілялося таким чином: 21,7 % — особи молодші 18 років, 65,3 % — особи у віці 18—64 років, 13,0 % — особи у віці 65 років та старші. Медіана віку мешканця становила 43,9 року. На 100 осіб жіночої статі у переписній місцевості припадало 102,9 чоловіків;  на 100 жінок у віці від 18 років та старших — 102,5 чоловіків також старших 18 років.
Цивільне працевлаштоване населення становило 80 осіб. Основні галузі зайнятості: транспорт — 61,3 %, освіта, охорона здоров'я та соціальна допомога — 10,0 %.